# 隶定
隶定，又称隶古定，是用中国汉代以后不同时代的通行汉字书体（隶书或楷书）来转写古汉字（甲骨文、金文、战国文字、小篆等）结构（或音义）的方法。隶定常用于汉字书写、汉字学研究和古文献整理。将古汉字按字形隶定下来即为隶定字，可能不同于历史上逐渐演进而成的演变字，从而产生异体字。

## 词源

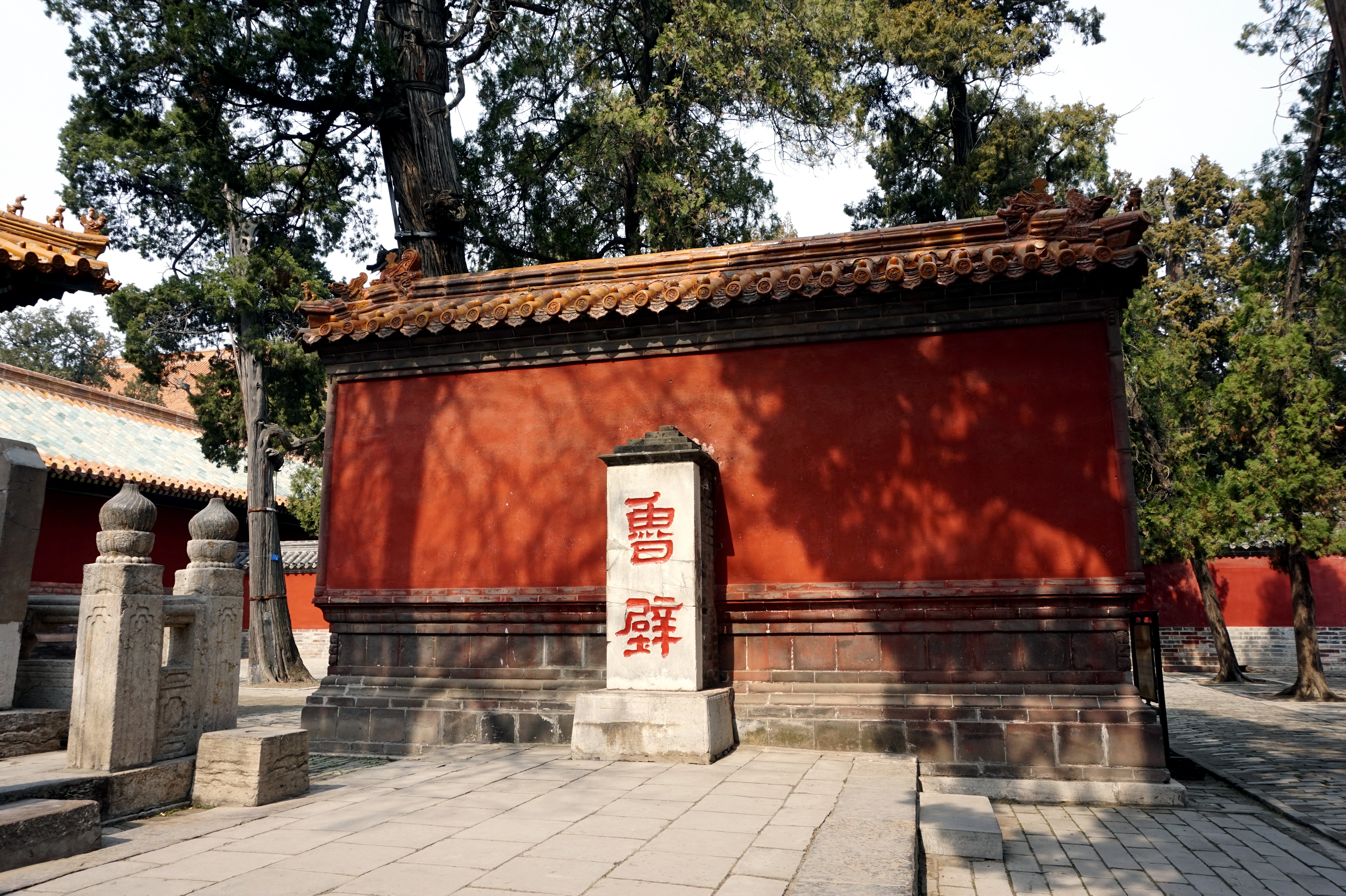
曲阜孔庙鲁壁

汉朝，鲁恭王拆毁孔子旧宅，在墙壁中发现用古汉字书写的儒家经典。孔子后人孔安国曾整理这批文献，献给朝廷。假托孔安国的《偽古文尚書·尚書序》中称：「科斗書廢已久，時人無能知者，以所聞伏生之書考論文義，定其可知者，為隸古定。」唐朝孔颖达《尚書正義》解释说：“隸古者，正謂就古文體而從隸定之。”隶定的说法就来自“從隸定之”的节略。
还有人将後世用楷書转写古汉字的做法称为楷定，不过楷书也可以称为“今隶”或“隶书”:79。

## 隶定字与演变字
在汉字历史上，书写体势曾发生过多次重大变化。古汉字按结构用今天楷书笔法转写的字形称为隶定字，古汉字经历隶变、逐渐演进而成的字形称为演变字，两者都属于传承字。隶定字形可能与演变字形相同，也可能有差异，从而成为异体字。如甲骨文、金文中的，在小篆中演变为，在隶书中演变为。其甲金文隶定字为“秂”，小篆隶定字为“秊”，演变字为“年”。

## 隶定方法
如何将古汉字转写为今汉字，有多种不同的实践方法。有学者将其归纳为表层结构描写法、深层结构溯源法和通用字转换法，并强调在整理同一篇文献时，应尽量保持隶定方法和原则的统一。

### 表层结构描写法
表层结构描写法就是狹義的隶定。又可分为笔划描写隶定（又称笔划隶定），部件对应隶定（又称偏旁隶定、表层构字部件描写法），以及综合性隶定。
笔划描写隶定是将古汉字按笔划用今汉字的笔法照样转写，力图保留每一笔每一划。部件对应隶定是把结构上可以区别的构字部件对应为今汉字中功能相同的通行部件。综合性隶定则综合以上两方面。因此同一古文字字形可以有不同的隶定字形，如小篆可以隶定为、“郞”、“郎”、“郒”，从而产生大量异体字。
| 小篆 | 历时演变 | 转写隶定 | 转写隶定 | 转写隶定 |
| 小篆 | 历时演变 | 笔划描写 | 部件对应 | 综合隶定 |
| ---- | -------- | -------- | -------- | -------- |
|      |          |          |          |          |
|      |          |          |          |          |
|      |          |          |          |          |
|      |          |          |          |          |

表层结构描写法的目的是存古，一是尽可能地保留原字形中的信息，表现其字形结构的特征，二是在无法识读古汉字时，机械地、硬性地将其按笔划或部件转换为今汉字，与现行书体相协调。

### 深层结构溯源法
深层结构溯源法在整理出土文献时常常使用。对于合体字，在深层的构形理据和表层的书写结构发生矛盾时，可以忽略表层特征，追溯各个部件的来源，将讹变的形体恢复为同功能的通用部件。如包山楚简中的战国楚国文字，按照表层结构隶定为，按照深层理据则可以隶定为从步、戉声、月声的。

### 通行字转写法
通行字转写法不着眼于古文字的字形结构和构形理据，只关注其与通行的今汉字之间的对应关系，将其转写为现行的正体字。如将包山楚简中的直接隶定为或“岁”。通行字转写法是一种较宽泛意义上的隶定，其目的是为阅读文献提供便利。

## 隶定的应用

### 书写

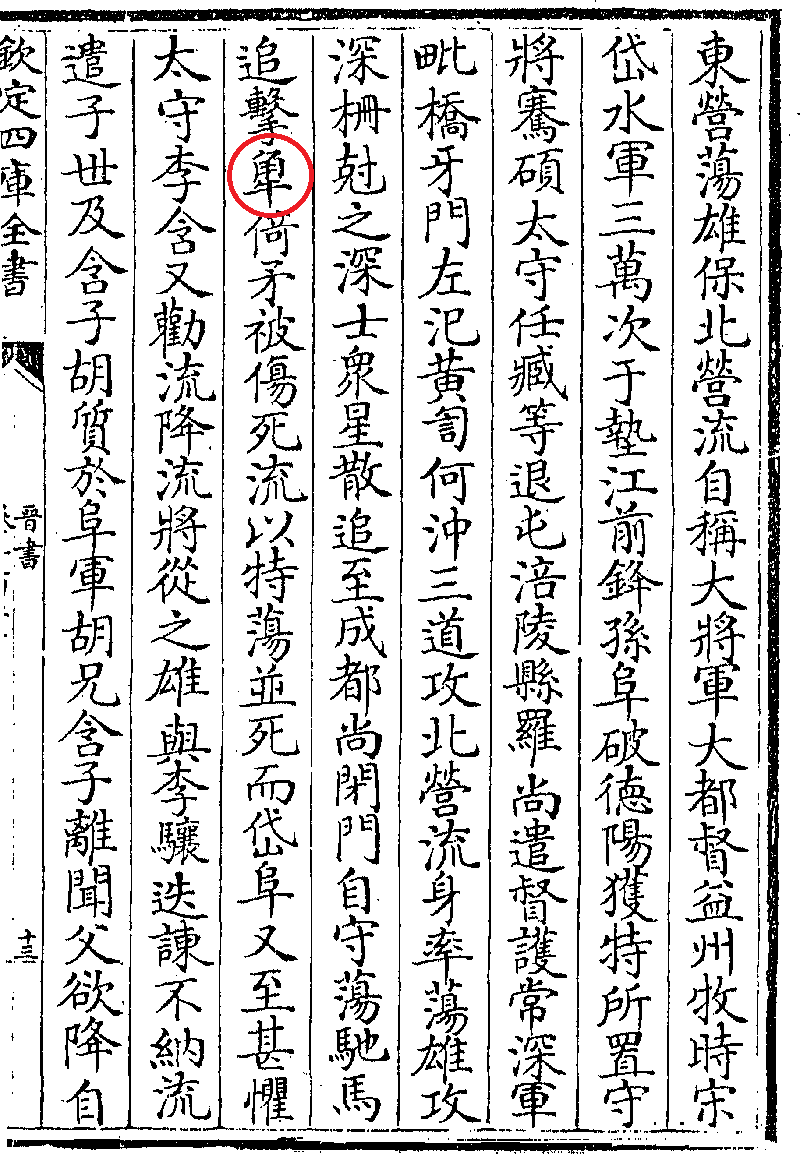
“触”，《晋书》中作“𧢻”，为金文的隶定字

汉代以来，在文字书写中不时会出现隶定字。如汉末古文经流行，隶书碑刻中大量出现古文、籀文、篆文的隶定字。清朝复古之风尤其盛行，傅山、朱彝尊等人都爱写隶定字。部分原因是因为汉字是构意文字，但在主流书体从小篆转变为隶书（“隶变”）时，大量构件发生了讹变，破坏了构形理据，而后人希望保留构形理据不丧失，因而书写隶定字。部分原因也可能是以古为雅的恋古怀旧情结。 :155,162
近代小学大家章太炎在日常书信中喜欢使用《说文解字》小篆的隶定字，如在一封信中，他将写作，写作，写作，写作，写作，都是与通行写法不同的隶定字。:6722017年上海人民出版社出版的《章太炎全集·书信集》中就保留了这些字形，以体现其书写原貌。

### 整理文献
隶定是文献整理的一种方法，通过将未识字、异体字、古文字转写为已识字、正体字、今文字，使得古文字文本转变为通行的今文字文本，以方便更多人阅读和学习。

### 汉字研究
隶定本身是汉字构形分析的一种方法。而整理隶定字，则有助于考释古汉字、研究俗字、编纂大型字书和研究汉字发展史。:7整理隶定字也是在汉字古籍数字化中对汉字信息处理的必要前提。